# Piet Ikelaar
Petrus Gerardus (Piet) Ikelaar (Nieuwer-Amstel, 2 januari 1896 – Zaanstad, 25 november 1992) was een Nederlands baan- en wegwielrenner.

## Carrière
Ikelaar nam in zijn amateurtijd deel aan de Olympische Spelen van 1920 in Antwerpen en won een zilveren medaille en een bronzen medaille; op het onderdeel 50 km en op de tandem met Frans de Vreng. Op dezelfde Spelen werd hij achtste op de individuele wegwedstrijd over 175 km en zesde op de tijdrit voor ploegen.
Ook op de weg was hij als amateur succesvol. In 1917 werd hij tweede bij het Nationaal Kampioenschap op de weg bij de elite-amateurs, achter Jorinus van der Wiel. In 1920 herhaalde hij deze prestatie en werd hij tweede achter Frits Wiersma.
In 1921 werd hij professioneel wielrenner en bleef dit tot 1931. Als professional won hij het nationaal kampioenschap op de weg in 1923 en 1924. In 1925 werd hij tweede achter Jorinus van der Wiel. 
Ikelaar stond bekend als een elegant coureur met een hoog moreel en verzorgde kleding, ook buiten de baan. Dit voorkomen hield hij tot op hoge leeftijd toen hij een bestuurlijke functie bekleedde bij de wielertoerclub ASC De Germaan. Mede door zijn manier van leven bereikte hij de hoge leeftijd van 96 jaar.